# UnREAL/Episodenliste

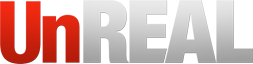
Logo zur Serie

Diese Episodenliste enthält alle Episoden der US-amerikanischen Dramaserie UnREAL, sortiert nach der US-amerikanischen Erstausstrahlung. Die Fernsehserie umfasst vier Staffeln mit 38 Episoden.

## Übersicht
| Staffel | Episodenanzahl | Erstausstrahlung USA | Erstausstrahlung USA | Deutschsprachige Erstveröffentlichung | Deutschsprachige Erstveröffentlichung |
| Staffel | Episodenanzahl | Staffelpremiere      | Staffelfinale        | Staffelpremiere                       | Staffelfinale                         |
| ------- | -------------- | -------------------- | -------------------- | ------------------------------------- | ------------------------------------- |
| 1       | 10             | 1. Juni 2015         | 3. August 2015       | 10. Juni 2016                         | 10. Juni 2016                         |
| 2       | 10             | 6. Juni 2016         | 8. August 2016       | 10. Juni 2016                         | 12. August 2016                       |
| 3       | 10             | 26. Februar 2018     | 23. April 2018       | 27. Februar 2018                      | 24. April 2018                        |
| 4       | 8              | 16. Juli 2018        | 16. Juli 2018        | 14. September 2018                    | 14. September 2018                    |

## Staffel 1
Die Erstausstrahlung der ersten Staffel war vom 1. Juni bis zum 3. August 2015 auf dem US-amerikanischen Fernsehsender Lifetime zu sehen. Die deutschsprachige Erstveröffentlichung fand am 10. Juni 2016 auf Amazon Video per Streaming statt.
| Nr. (ges.) | Nr. (St.) | Deutscher Titel | Originaltitel | Erstausstrahlung USA | Deutschsprachige Erstveröffentlichung (D/A) | Regie          | Drehbuch                               | Quoten (USA) |
| ---------- | --------- | --------------- | ------------- | -------------------- | ------------------------------------------- | -------------- | -------------------------------------- | ------------ |
| 1          | 1         | Return          | Return        | 1. Juni 2015         | 10. Juni 2016                               | Peter O’Fallon | Marti Noxon & Sarah Gertrude Shapiro   | 0,815 Mio.   |
| 2          | 2         | Relapse         | Relapse       | 8. Juni 2015         | 10. Juni 2016                               | David Solomon  | Elizabeth Benjamin                     | 0,707 Mio.   |
| 3          | 3         | Mother          | Mother        | 15. Juni 2015        | 10. Juni 2016                               | Uta Briesewitz | David Weinstein                        | 0,565 Mio.   |
| 4          | 4         | Wife            | Wife          | 22. Juni 2015        | 10. Juni 2016                               | Uta Briesewitz | Ariana Jackson                         | 0,552 Mio.   |
| 5          | 5         | Truth           | Truth         | 29. Juni 2015        | 10. Juni 2016                               | Peter Werner   | Sarah Gertrude Shapiro                 | 0,810 Mio.   |
| 6          | 6         | Fly             | Fly           | 6. Juli 2015         | 10. Juni 2016                               | Peter Werner   | Alex Metcalf                           | 0,739 Mio.   |
| 7          | 7         | Savior          | Savior        | 13. Juli 2015        | 10. Juni 2016                               | Lev L. Spiro   | Jordan Hawley                          | 0,713 Mio.   |
| 8          | 8         | Two             | Two           | 20. Juli 2015        | 10. Juni 2016                               | Lev L. Spiro   | Elizabeth Benjamin & Alex Metcalf      | 0,731 Mio.   |
| 9          | 9         | Princess        | Princess      | 27. Juli 2015        | 10. Juni 2016                               | Peter O’Fallon | Stacy Rukeyser                         | 0,572 Mio.   |
| 10         | 10        | Future          | Future        | 3. Aug. 2015         | 10. Juni 2016                               | Peter O’Fallon | Sarah Gertrude Shapiro & Jordan Hawley | 0,790 Mio.   |

## Staffel 2
Die Erstausstrahlung der zweiten Staffel war vom 6. Juni bis zum 8. August 2016 auf dem US-amerikanischen Fernsehsender Lifetime zu sehen. Die deutschsprachige Erstveröffentlichung fand vom 10. Juni bis zum 12. August 2016 auf Amazon Video per Streaming statt.
| Nr. (ges.) | Nr. (St.) | Deutscher Titel | Originaltitel | Erstausstrahlung USA | Deutschsprachige Erstveröffentlichung (D/A) | Regie                  | Drehbuch                                                          | Quoten (USA) |
| ---------- | --------- | --------------- | ------------- | -------------------- | ------------------------------------------- | ---------------------- | ----------------------------------------------------------------- | ------------ |
| 11         | 1         | War             | War           | 6. Juni 2016         | 10. Juni 2016                               | Peter O’Fallon         | Marti Noxon & Sarah Gertrude Shapiro Idee: Sarah Gertrude Shapiro | 0,497 Mio.   |
| 12         | 2         | Insurgent       | Insurgent     | 13. Juni 2016        | 17. Juni 2016                               | Peter O’Fallon         | Stacy Rukeyser                                                    | 0,520 Mio.   |
| 13         | 3         | Guerilla        | Guerilla      | 20. Juni 2016        | 24. Juni 2016                               | Adam Kane              | Alex Metcalf                                                      | 0,478 Mio.   |
| 14         | 4         | Treason         | Treason       | 27. Juni 2016        | 1. Juli 2016                                | Adam Kane              | Janine Nabers                                                     | 0,534 Mio.   |
| 15         | 5         | Infiltration    | Infiltration  | 4. Juli 2016         | 8. Juli 2016                                | Janice Cooke           | Alex Taub                                                         | 0,549 Mio.   |
| 16         | 6         | Casualty        | Casualty      | 11. Juli 2016        | 15. Juli 2016                               | Shiri Appleby          | Vince Calandra                                                    | 0,568 Mio.   |
| 17         | 7         | Ambush          | Ambush        | 18. Juli 2016        | 22. Juli 2016                               | Sarah Gertrude Shapiro | Ariana Jackson                                                    | 0,524 Mio.   |
| 18         | 8         | Fugitive        | Fugitive      | 25. Juli 2016        | 29. Juli 2016                               | Nzingha Stewart        | Alex Metcalf & Stacy Rukeyser                                     | 0,485 Mio.   |
| 19         | 9         | Espionage       | Espionage     | 1. Aug. 2016         | 5. Aug. 2016                                | Peter O’Fallon         | Ariana Jackson & Carol Barbee                                     | 0,411 Mio.   |
| 20         | 10        | Friendly Fire   | Friendly Fire | 8. Aug. 2016         | 12. Aug. 2016                               | Peter O’Fallon         | Alex Metcalf & Stacy Rukeyser                                     | 0,481 Mio.   |

## Staffel 3
Die Erstausstrahlung der dritten Staffel war vom 26. Februar bis zum 23. April 2018 auf dem US-amerikanischen Fernsehsender Lifetime zu sehen. Die deutschsprachige Erstveröffentlichung fand vom 27. Februar bis zum 24. April 2018 auf Amazon Video per Streaming statt.
| Nr. (ges.) | Nr. (St.) | Deutscher Titel | Originaltitel | Erstausstrahlung USA | Deutschsprachige Erstveröffentlichung (D/A) | Regie                  | Drehbuch                                | Quoten (USA) |
| ---------- | --------- | --------------- | ------------- | -------------------- | ------------------------------------------- | ---------------------- | --------------------------------------- | ------------ |
| 21         | 1         | Eid             | Oath          | 26. Feb. 2018        | 27. Feb. 2018                               | Peter O’Fallon         | Sarah Gertrude Shapiro & Stacy Rukeyser | 0,252 Mio.   |
| 22         | 2         | Schutzschild    | Shield        | 5. März 2018         | 5. März 2018                                | Peter O’Fallon         | Jordan Hawley                           | 0,260 Mio.   |
| 23         | 3         | Klarheit        | Clarity       | 12. März 2018        | 13. März 2018                               | Sheree Folkson         | Lisa Albert                             | 0,248 Mio.   |
| 24         | 4         | Konfrontation   | Confront      | 19. März 2018        | 20. März 2018                               | Shiri Appleby          | David M. Israel                         | 0,283 Mio.   |
| 25         | 5         | Gestalt         | Gestalt       | 26. März 2018        | 27. März 2018                               | Peter O’Fallon         | Sarah Gertrude Shapiro                  | 0,248 Mio.   |
| 26         | 6         | Übertragung     | Transference  | 2. Apr. 2018         | 3. Apr. 2018                                | David Solomon          | David Branson Smith                     | 0,245 Mio.   |
| 27         | 7         | Projektion      | Projection    | 9. Apr. 2018         | 10. Apr. 2018                               | Hanelle Culpepper      | Freddy Gaitan & Ashley Sims             | 0,314 Mio.   |
| 28         | 8         | Wiederkehr      | Recurrent     | 16. Apr. 2018        | 17. Apr. 2018                               | Constance Zimmer       | Alex Metcalf                            | 0,369 Mio.   |
| 29         | 9         | Ko-Abhängigkeit | Codependence  | 23. Apr. 2018        | 24. Apr. 2018                               | Sarah Gertrude Shapiro | Ariana Jackson                          | 0,263 Mio.   |
| 30         | 10        | Hingabe         | Commitment    | 23. Apr. 2018        | 24. Apr. 2018                               | Peter O’Fallon         | Stacy Rukeyser                          | 0,218 Mio.   |

## Staffel 4
Bereits im Sommer 2017 wurde eine achtteilige vierte Staffel angekündigt. Die Erstausstrahlung erfolgte am 16. Juli 2018 auf Hulu. Die deutschsprachige Erstveröffentlichung erfolgte am 14. September 2018 auf Prime Video per Streaming.
| Nr. (ges.) | Nr. (St.) | Deutscher Titel | Originaltitel | Erstausstrahlung USA | Deutschsprachige Erstveröffentlichung (D/A) | Regie             | Drehbuch                                |
| ---------- | --------- | --------------- | ------------- | -------------------- | ------------------------------------------- | ----------------- | --------------------------------------- |
| 31         | 1         | All in          | All in        | 16. Juli 2018        | 14. Sep. 2018                               | Peter O’Fallon    | David Israel & Stacy Rukeyser           |
| 32         | 2         | Double Down     | Double Down   | 16. Juli 2018        | 14. Sep. 2018                               | Peter O’Fallon    | Jordan Hawley                           |
| 33         | 3         | Wild Card       | Wild Card     | 16. Juli 2018        | 14. Sep. 2018                               | Shiri Appleby     | Maria Maggenti                          |
| 34         | 4         | Cold Call       | Cold Call     | 16. Juli 2018        | 14. Sep. 2018                               | Anna Mastro       | Stacy Rukeyser                          |
| 35         | 5         | No Limit        | No Limit      | 16. Juli 2018        | 14. Sep. 2018                               | Constanze Zimmer  | David Israel                            |
| 36         | 6         | Tilt            | Tilt          | 16. Juli 2018        | 14. Sep. 2018                               | Victor Nelli Jr.  | Ashley Sims                             |
| 37         | 7         | Bluff           | Bluff         | 16. Juli 2018        | 14. Sep. 2018                               | Jessika Borsiczky | Ariana Jackson                          |
| 38         | 8         | Sudden Death    | Sudden Death  | 16. Juli 2018        | 14. Sep. 2018                               | Shiri Appleby     | Sarah Gertrude Shapiro & Stacy Rukeyser |